# Amazar
Amazar (rusky Амазар) je řeka v Zabajkalském kraji v Rusku. Je dlouhá 290 km. Povodí řeky je 11 100 km².

## Průběh toku
Vzniká soutokem řek Velký a Malý Amazar, které pramení na jihovýchodních svazích Oljokminského Stanoviku. Teče nejprve podél severních svahů Amazarského hřbetu a poté skrze něj na jih. Ústí do Amuru zleva pod Šilkou.

## Vodní režim
Zamrzá v říjnu a rozmrzá na konci dubna až na začátku května. Vysoké dešťové letní srážky způsobují povodně. V zimě místy promrzá až do dna na 3 až 5 měsíců.